# Confederação Greco-Iugoslava

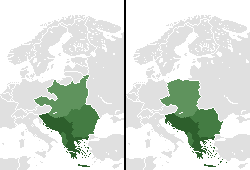
Mapa da "União Balcânica" apoiada pelos britânicos, com as fronteiras pré-Segunda Guerra Mundial, à esquerda, e as fronteiras pós-Segunda Guerra Mundial, do lado direito.
"Confederação Greco-Iugoslava" inicial (passo 1)
Expansão da confederação na "União Balcânica" (passo 2)
Fase final de expansão: a união da "União Balcânica" e uma expandida "Confederação Polaco-Checoslovaca", que incluiria a Hungria. (passo 3)

A Confederação Greco-Iugoslava [a] ou União Balcânica foi um conceito político durante a Segunda Guerra Mundial, promovido pelo Reino Unido, e envolvendo o governo iugoslavo no exílio e o governo grego no exílio. Os dois governos assinaram um acordo impulsionando a proposta antes, porém nunca passou da fase de planejamento, devido à oposição interna de certas facções nos governos da Iugoslávia e da Grécia, e os acontecimentos do mundo real (principalmente a oposição da União Soviética). A proposta previa a criação de uma confederação da Grécia e da Iugoslávia.

## Antecedentes
A Grécia e Iugoslávia foram ocupadas pela Alemanha Nazista, e formaram governos no exílio em Londres. 
O estabelecimento dessa união seria o primeiro passo do "Plano Eden" britânico. Seu objetivo final era criar uma união centro-oriental simpática ao Ocidente. O próximo passo deveria incluir a Albânia, a Bulgária e a Romênia em uma União Balcânica. O último passo foi planejado para que fosse flexível a União Balcânica com uma federação centro-europeia, formada pela Hungria, Checoslováquia e Polônia. O primeiro passo estava restrito apenas a Iugoslávia e a Grécia, porque esses foram os únicos países que apoiavam os Aliados.

## Acordo
Os governos gregos e iugoslavos no exílio negociaram as condições do acordo até o final de 1941. O acordo foi firmado por Slobodan Jovanović e Emmanouil Tsouderos  em uma cerimônia realizada no British Foreign Office, presidida pelo ministro britânico das Relações Exteriores Anthony Eden. Foi explicitamente expresso no contrato que os governos iugoslavos e gregos aguardavam a adesão de outros países dos Bálcãs à União. Embora cautela fosse aconselhada com a revelação da expectativa de que a Bulgária e a Romênia fossem aderir a esta união, em 4 de fevereiro de 1942, Eden declarou na Câmara dos Comuns que o tratado assinado entre a Iugoslávia e a Grécia estaria definitivamente sendo uma base para o estabelecimento da confederação balcânica.

## União
A Confederação Greco-Iugoslava deveria ter sido um primeiro passo em direção a uma União Balcânica maior, que também incluiu a Albânia, Romênia e Bulgária.  Incentivada pelo Ministério das Relações Exteriores britânico, juntamente com a Confederação Polaco-Checoslovaca, deveriam formar uma organização de Estados alinhados como Ocidente, entre a Alemanha e a União Soviética.  Os governos gregos e iugoslavos no exílio assinaram um acordo em janeiro de 1942 em que concordaram em formar uma união política, econômica e militar com o lema "os Bálcãs para o povo balcânico".  Seus governos não seriam unificados, mas acolá haveria muito mais coordenação entre os respectivos parlamentos e executivos. Suas respectivas monarquias deveriam ser unificadas com o casamento do rei Pedro da Iugoslávia com a princesa Alexandra da Grécia.  A união seria finalizada depois da guerra. 
O casamento de Pedro e Alexandra demonstrou ser uma medida problemática, e reduziu o apoio à união dos respectivos governos no exílio.  No cenário internacional, a confederação foi recebida favoravelmente pela Turquia, mas com oposição da União Soviética; uma vez que Josef Stalin não via necessidade de uma federação forte e independente na Europa, que poderia ameaçar seus projetos para expandir a esfera de influência soviética à Europa Central e Oriental.  Em 1942, o governo britânico decidiu apoiar as forças de Josip Broz Tito, ao invés dos chetniks na Iugoslávia e rejeitou o Plano Eden como impraticável.   Em 1944, os britânicos retiraram seu reconhecimento ao governo real iugoslavo e reconheceram o Comitê Nacional para a Libertação da Iugoslávia comunista de Ivan Šubašić, subordinado a Tito.  Como o fim da guerra, a Iugoslávia deslocou-se para o campo comunista e a Grécia sofria de uma guerra civil.  Com pouco apoio de quaisquer potências existentes para a confederação, esta nunca foi realizada, embora tenha sido brevemente cogitada sob a forma de uma federação comunista por alguns líderes comunistas regionais logo após a guerra. 

## Planos alternativos
Até o final de 1944, o Partido Comunista Iugoslavo iniciou o desenvolvimento de planos alternativos para o estabelecimento de uma confederação balcânica. Como Churchill e Stalin concordaram que a Grécia estaria na esfera de influência ocidental, tais planos tiveram que excluir a Grécia. 